# Construtor de interface gráfica
Um construtor de interface gráfica (ou construtor de GUI) é uma ferramenta de programação que simplifica a criação de interface de usuário GUI, permitindo ao designer posicionar os widgets visualmente utilizando o recurso drag-and-drop no editor WYSIWYG.
Interfaces de usuário são geralmente programadas através de uma arquitetura orientada a eventos, e os construtores de GUI frequentemente simplificam também a criação das respostas aos eventos. Tais respostas conectam os widgets aos eventos que disparam as funcionalidades providas pela lógica do programa. Os construtores de interface gráfica se popularizaram principalmente com a chegada das ferramentas RAD e as linguagens de programação visual.
Sem um construtor de GUI, esta deve ser construída manualmente especificando todos os parâmetros através de código, sem resposta visual até que o programa seja executado.